# 飛魚祭

## 起源神話
飛魚祭的相關文化，包括捕飛魚的程序和祭儀，都在達悟族的神話中有詳細的記載:29。
據說，人本來是將飛魚與其他的海鮮一起煮，結果吃了以後人生瘡、飛魚也生病。於是有隻黑翅飛魚託夢給老人，告訴他煮飛魚時應該要用另外的鍋子，煮這個字也要用zanegen，有別於煮其他食物用的dengdengen。夢裡最後，黑翅飛魚還約老人隔日在Yabnoy相見，老人依約前往後，飛魚就引見了其他的家族成員，並告訴他相關的禁忌與祭儀。這些成員分別是：
1. 黑翅飛魚mavaheng so panid mabazangbang，數量最少、最有聲望，必須晚上火漁[註 1]，白天舟釣，而且不可用火烤的方式烹煮。
2. 紅翅飛魚（紫斑鰭飛魚）mabazangbang so panid （saliliyan）數量最多，同樣是晚上火漁，白天舟釣，要用生血祭他們。
3. 白翅飛魚Sosowoen，量少且是最早到達蘭嶼的族群，只能夜間火漁，不能舟釣。
4. 點點翅飛魚（紅斑鰭飛魚）matazetezem so panid，可舟釣。身上有黃褐色斑點，孕婦不可食用，否則會容易生出長痱子的小孩。
5. Kalalaw，多在Pikaokaod[註 2]下旬才隨saliliyan一起到。它們不吃餌，無法釣起，只能晚上火漁。而且體型較小，通常不曬成魚乾，而是捕回來立刻煮了，給小孩子吃。
6. Loklok，老人可食用、小孩則不行；另外可以做為釣arayo的餌。
7. Sanisi，不能食用，只用於釣arayo[2]:145[3]:57-58。

## 祭期
達悟文化依照飛魚的汛期，將一年分為三季：招魚祭（rayon）、收藏祭、終食祭（teyteyka）。每年都有長達八、九個月的飛魚季節，其中舉行的各式大小慶典儀式，就被統稱為「飛魚祭」。包括有：漁船結成祭、飛魚漁祭、船組招魚祭、大船初漁祭、船組解散祭、個人漁家祭、個人漁招魚祭、小船初魚祭、個人漁獵終止祭、盡食飛魚祭、飛魚乾收藏祭和飛魚終食祭等:51。由於黑潮會在每年的三到六月之間，為台灣東岸帶來包括飛魚在內的大量洄游魚類，因此這些祭典大約從二月下旬開始進行，一直進行到十月為止:31-32。祭典的日期多由各部落的耆老決定，不一定與曆法相符.:61。
在食的部分，不能吃別的部落捕得的魚、自己捕得的魚也只能在部落內互送，不可贈與別的部落。吃魚前，不可在溪水地及海岸清洗，並且須將魚挖目生吃，以免其逃脫。吃的時候須整條吃，不可切成碎片，尤其不可切掉尾巴及胸鰭，否則會捕不到大量的魚。燒焦的魚或曾掉到地上的魚，都不能再食用。如果有魚及魚頭剩餘下來，必須再行煮熟才能再吃，以免膀胱腫。螺、生薑、豆和柑在捕魚期間皆不得食用。另外，家裡存的魚必須先吃光，才能吃飛魚:214。

## 文化創作
廖鴻基-飛魚(來自深海)

## 外部連結
- 雅美(達悟)族飛魚祭——文化部文化資產局